# Gung Ho
Gung Ho ist eine US-amerikanische Filmkomödie aus dem Jahr 1986 des Regisseurs Ron Howard mit Michael Keaton in der Hauptrolle.

## Handlung
Das Automobilwerk in der (fiktiven) amerikanischen Stadt Hadleyville in Pennsylvania war einst der größte regionale Arbeitgeber, ehe der Fahrzeugproduzent vor gut neun Monaten wegen Insolvenz schließen musste. Seitdem sind Arbeitslosigkeit und Resignation in Hadleyville an der Tagesordnung.
Der enthusiastische Hunt Stevenson, einst Vorarbeiter der Fabrik, will sich den Niedergang seiner Heimat nicht länger mit ansehen und bricht auf eigene Faust nach Japan auf. In Tokio trifft er sich mit den Führungskräften des (ebenfalls fiktiven) „Assan“ Automobilkonzerns, um diesen die Übernahme des Werkes in Hadleyville schmackhaft zu machen. Nach einiger Überzeugungsarbeit schlagen die Verantwortlichen von Assan in den Deal ein, worauf man in Hadleyville nach Stevensons Rückkehr endlich wieder optimistisch in die Zukunft blickt. Schon bald darauf feiert man die Wiedereröffnung des Werkes und etliche der einst entlassenen Autobauer freuen sich auf neue Jobs.
Doch wo viel Licht ist, ist auch entsprechend viel Schatten. Dies merken Hunt und seine Kollegen, als die zusätzlich aus Japan mitgereisten Assan Filialchefs und Ingenieure an die Arbeit gehen. Diese verlangen von den Amerikanern nun neben der hohen japanische Berufsethik und entsprechendem Fleiß auch etliche andere Opfer: Gewerkschaftsverbote, niedrigere Löhne und ständiger interner Arbeitsplatzwechsel zur Gesamtoptimierung. Zudem stoßen die Gebräuche der Asiaten wie Morgengymnastik, Essen mit Stäbchen und Gruppenbaden im Stadtfluss auf Unverständnis seitens der Amerikaner. Um dem schwelenden Kulturenkonflikt nicht ausufern zu lassen, fällt Hunt schließlich – neben einer in Aussicht gestellten Gehaltserhöhung – die Rolle des Vermittlers zwischen beiden Seiten zu. Doch diesen plagen zunehmend Gewissenskonflikte in seiner Aufgabe, weshalb sich das Klima weiter verschlechtert und seine Kollegen sich mehr und mehr von ihm distanzieren.
Schließlich findet Hunt innerhalb der Japaner einen Leidensgenossen: Werksleiter Kazihiro. Dieser gilt unter seinen Landsleuten als Versager, da er bisher immer zu nachsichtig mit den Arbeitskräften umgegangen ist. Die Hadleyville-Fabrik ist daher seine letzte Chance, Erfolg abzuliefern, weshalb er nahezu pedantisch die japanischen Prinzipien verfolgt. Hunt bemerkt dies und rauft sich mit Kazihiro zu einem wagemutigen Kompromiss zusammen, der die Lösung für alle Beteiligten darstellt: die Arbeiter sollen innerhalb eines Monats 15.000 Fahrzeuge bauen und würden damit selbst die japanischen Produktionszahlen übertreffen. Schaffen sie dies, erhalten alle Angestellten Gehaltserhöhungen und es würden zusätzliche Jobs für den Rest der ehemaligen Arbeiter entstehen. Dies stößt bei Hunts Kollegen wegen der Belastung aber auf einheitliche Ablehnung. Selbst eine Mitgliederversammlung sowie eine Notlüge mit geringeren Zahlen erbringen nichts: die Wahrheit kommt schließlich ans Tageslicht und die Arbeiter treten in einen Streik.
Als die Konzernführung in Tokio daraufhin das Werk wieder schließen will, scheint dies das Ende der Fabrik und auch der Stadt zu besiegeln. Hunt versucht ein letztes Mal, seine Kollegen wachzurütteln, was aber misslingt. Daher macht er sich in einer Verzweiflungsaktion gemeinsam mit Kazihiro daran, die Autos selbst fertigzubauen. Als die anderen Arbeiter dies sehen, sind sie schließlich doch von dem Plan überzeugt und machen sich ebenfalls ans Werk. Dabei legen diese auch endlich die gewünschte japanische Effizienz an den Tag und kommen dem Ziel sehr nah. Doch kurz vor Ablauf der Frist und einer Inspektion durch die Führung des Mutterkonzerns fehlen einige Dutzend Exemplare. Kurzerhand werden die Autos mit Macken und fehlenden Teilen produziert, welche dann auch bei der Überprüfung notdürftig präsentiert – und entdeckt werden.
Allerdings ist der Assan-Chef deswegen nicht erzürnt, sondern freut sich über die Leistung und Zusammenarbeit. Das Produktionsziel gilt als erreicht, weshalb das Werk neue Arbeitsplätze sowie Hunt und Kollegen mehr Gehalt bekommen. Am Ende des Films ist zu sehen, wie die Fabrik gewinnbringend läuft und amerikanische nebst japanischen Arbeitern zusammenarbeiten und unter anderem gemeinsam Gymnastik betreiben.

## Hintergrund
- Basierend auf dem Film entstand kurz darauf eine gleichnamige Fernsehserie. In dieser wirkte auch der Großteil der japanischen bzw. asiatisch-stämmigen Darsteller des Kinofilms mit, während von der US-Crew lediglich Clint Howard auftrat.
- Der titelgebende Ausdruck „Gung Ho“ bedeutet übersetzt so viel wie enthusiastisch oder engagiert – bezog sich aber ursprünglich auf die chinesische Sprache. Unter dem gleichen Namen existiert auch ein Kriegsfilm (deutscher Titel „Unternehmen Donnerschlag“).
- Der Name des japanischen Autokonzerns „Assan“ ist eine Abwandlung des Automobilbauers Nissan. Bei den im Film gezeigten Fahrzeugmodellen handelt es sich um Exemplare des Fiat Regata, der zwischen 1983 und 1990 gebaut wurde.
- In „Gung Ho“ sind zwei Generationen Howards zu sehen. Neben Rance Howard als Bürgermeister von Hadleyville wirken auch seine Söhne Ron (Regie) und Clint (als Paul) mit.
- Die Dreharbeiten fanden in der Stadt Beaver in Pennsylvania statt. „Hadleyville“ selbst ist fiktiv. Eine Stadt gleichen Namens ist außerdem der Schauplatz des Films „Zwölf Uhr mittags“. Für die Dreharbeiten wurde zusätzlich ein Pavillon („Gazebo“) erbaut, welcher nach Ende des Drehs der Stadt Beaver überlassen wurde.
- In der deutschen Filmfassung wurde Michael Keaton nicht von seinem Standardsprecher Joachim Tennstedt synchronisiert, sondern von Andreas von der Meden (Standardstimme von David Hasselhoff).